# Crypturellus noctivagus
Crypturellus noctivagus là một loài chim trong họ Tinamidae.

## Hình ảnh

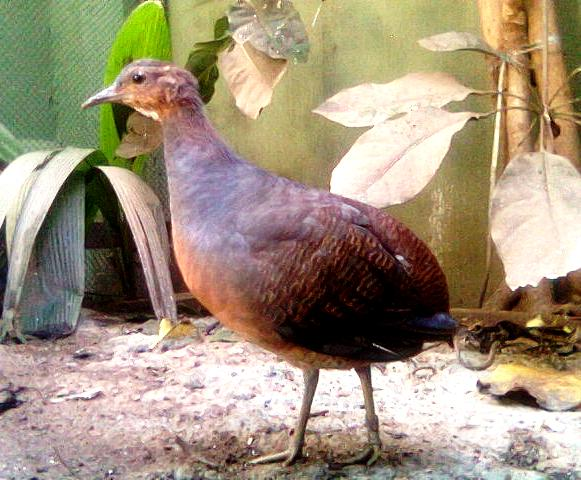
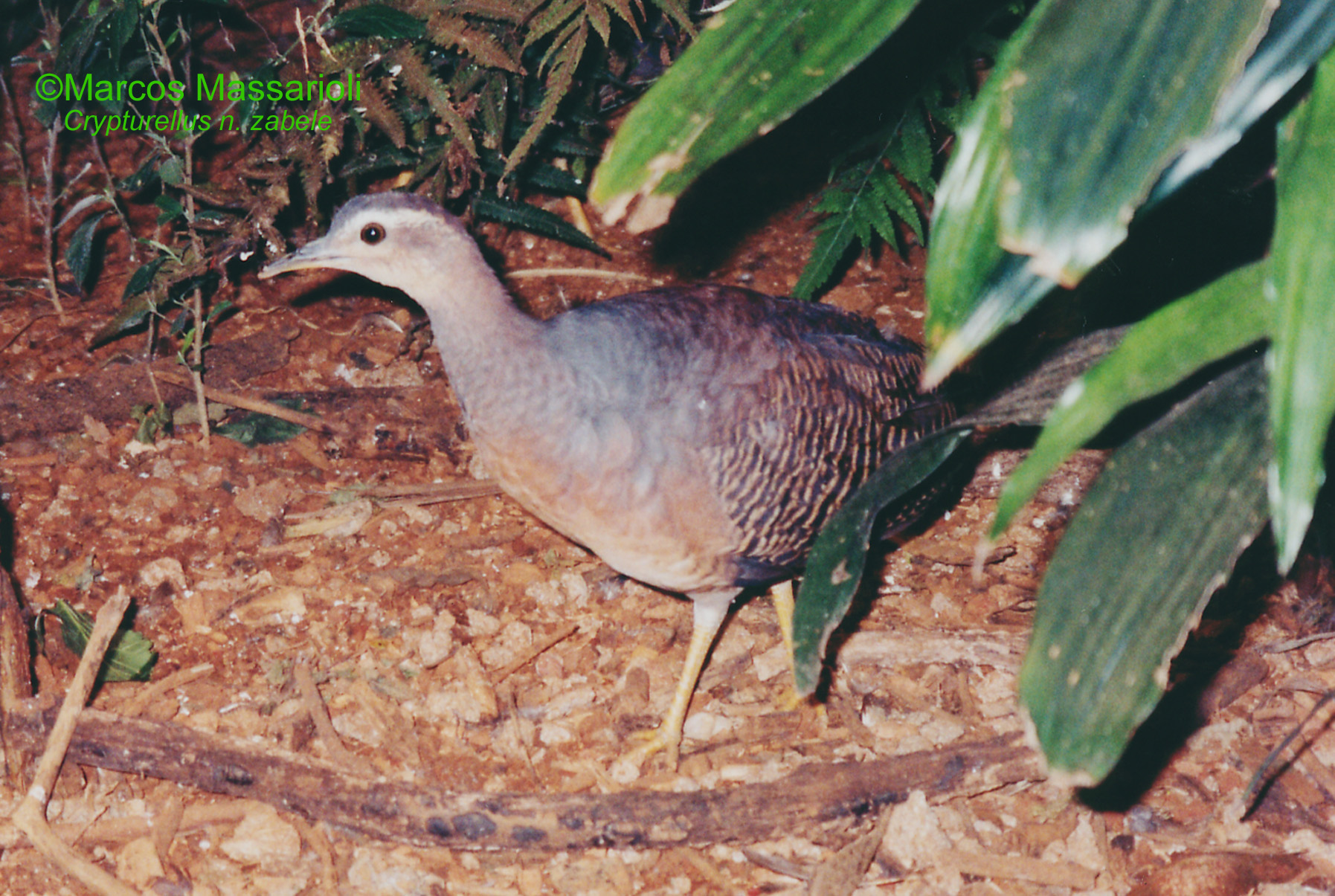
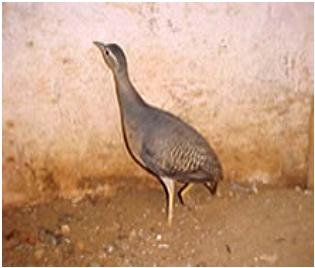